# Amtsgericht Strehlen
Das Amtsgericht Strehlen war ein preußisches Amtsgericht mit Sitz in Strehlen, Provinz Schlesien.

## Geschichte
In Strehlen bestand von 1949 bis 1879 das Kreisgericht Strehlen. Das königlich preußische Landgericht Ohlau wurde mit Wirkung zum 1. Oktober 1879 als eines von sechs Amtsgerichten im Bezirk des Landgerichtes Brieg im Bezirk des Oberlandesgerichtes Breslau gebildet. Der Sitz des Gerichtes war Strehlen. Sein Gerichtsbezirk umfasste den Kreis Ohlau und aus dem Kreis Nimptsch die Amtsbezirke Grün Hartau und Manze. Gerichtstage wurden in Priebom gehalten. Am Gericht bestanden 1880 drei Richterstellen. Das Amtsgericht war damit ein mittelgroßes Amtsgericht im Landgerichtsbezirk.
Im Jahre 1945 wurden der Amtsgerichtsbezirk unter polnische Verwaltung gestellt und die deutschen Einwohner vertrieben. Damit endete auch die Geschichte des Amtsgerichtes Strehlen. Heute besteht das Sąd Rejonowy w Strzelinie als Eingangsgericht.